# James Curtis Hepburn
James Curtis Hepburn (Milton, 13 de março de 1815 – East Orange, 21 de setembro de 1911) foi um médico que se dedicou ao serviço missionário e ficou famoso por popularizar um sistema de transliteração para a língua japonesa conhecido como Sistema Hepburn, apesar de não ter sido seu criador.

## Biografia
Hepburn frequentou a Universidade de Princeton e a Universidade da Pennsylvania se formando como médico. Então, ele decidiu ir para a China como um médico missionário, porém teve que permanecer em Singapura por dois anos devido à Guerra do Ópio que fez fechar os portos chineses para embarcações estrangeiras. Depois de 5 anos como missionário, ele retornou aos Estados Unidos, em 1845, e abriu um consultório médico na cidade de Nova York.
Em 1859, ele decidiu ir ao Japão como médico missionário. Lá, ele abriu uma clínica em Kanagawa e depois uma escola, a Hepburn School, da qual surgiu a Universidade Meiji Gakuin (明治学院大学). Ele também começou a compilação de um dicionário de Japonês-Inglês que foi publicado em 1867.
A terceira edição de seu dicionário, publicada em 1887, usou uma forma revisada de transliteração criada por uma sociedade de entusiastas da escrita japonesa em alfabeto latino. Esta forma de transliterção é agora conhecida como Sistema Hepburn e sua invenção é erroneamente atribuída a James Curtis Hepburn. Ele foi, entretanto, o maior responsável por sua popularização. Hepburn também contribuiu para uma tradução da bíblia para japonês.
Hepburn retornou aos Estados Unidos em 1892 e morreu em East Orange, Nova Jersey no junho de 1911 aos 96 anos.